# Alicia Alonso (danseuse)
Pour les articles homonymes, voir Alicia Alonso et Alonso.
Alicia Alonso (de son vrai nom Alicia Ernestina de la Caridad del Cobre Martínez del Hoyo), née à La Havane le 21 décembre 1920 et morte dans la même ville le 17 octobre 2019, est une danseuse et chorégraphe cubaine.
Elle a dirigé le Ballet national de Cuba qu'elle a fondé en 1948.

## Biographie
Alicia Alonso commence ses études de danse en 1931 à La Havane, à la Sociedad Pro-Arte Musical, avec Nikolai Yavorsky, et danse à Cuba sous le nom d'Alicia Martinez. À 15 ans, elle se marie avec son partenaire Fernando Alonso.
Elle continue ses études à New York avec Anatole Vilzak et Ludmilla Schollar à la School of American Ballet, et plus tard avec Vera Volkova à Londres. C'est d'ailleurs aux États-Unis qu'elle commence sa carrière professionnelle en 1938. Elle danse dans plusieurs comédies musicales comme Great Lady en 1938 et Stars in your eyes en 1939 (chorégraphie de George Balanchine).
À 19 ans, elle devient en partie aveugle. Ses partenaires doivent se trouver exactement là où elle pense qu'ils se trouvent. Elle se repère sur scène grâce à leur voix et à des projecteurs envoyant des lumières vives et contrastantes,,,.
Dès 1939, elle entre à l'American Ballet Caravan, précurseur de l'actuel New York City Ballet. En 1940, elle intègre le tout nouveau New York City Ballet où elle passera les meilleures années de sa carrière de danseuse en interprétant les grands rôles du répertoire romantique et classique. Nommée étoile, elle aura l'occasion de travailler avec les plus grands chorégraphes, tels que Michel Fokine, George Balanchine, Léonide Massine, Bronislava Nijinska, Antony Tudor, Jerome Robbins ou Agnes de Mille.
Ses versions des grands ballets classiques sont connues internationalement : à l'Opéra de Paris (Giselle, Grand pas de quatre, La Belle au bois dormant), à l'Opéra de Vienne et au Théâtre San Carlo de Naples (Giselle), à l'Opéra de Prague (La Fille mal gardée) et à la Scala de Milan (La Belle au bois dormant).
Désireuse de développer le ballet à Cuba, son pays d'origine, elle fonde en 1948 à la Havane le Ballet Alicia Alonso. Cette compagnie prendra plus tard son nom actuel de Ballet Nacional de Cuba, troupe qu'elle continue de diriger dans les années 2010, comme en 2017 lorsque cette troupe est à l'affiche à Paris, salle Pleyel.
Elle devient à partir de 1959 une fervente partisane de la révolution cubaine.
Dans les années 1960, elle intervient pour faire libérer des proches des Unités militaires d'aide à la production mises en place par le régime cubain.
Après la Révolution sandiniste, Alonso, accompagnée du Ballet National de Cuba, se rendit à Managua pour danser au théâtre Rubén Darío. De là, le ballet partit danser pour le peuple, dans des régions plus reculées du Nicaragua.
En 2002, elle est nommée ambassadrice de bonne volonté de l'UNESCO pour sa contribution au développement et à la sauvegarde de la danse classique.
Elle décède le 17 octobre 2019. « Elle est partie et nous laisse un vide immense, mais aussi un héritage inégalé », déclare le président cubain Miguel Diaz-Canel.

## Récompenses
- 1958 : Dance Magazine Annual Award
- 1964 : ordre du Travail de la République démocratique du Viêt Nam
- 1966 : grand Prix de la Ville de Paris
- 1966 : prix Anna Pavlova de l'Université de la Danse, Paris
- 1985 : médaille d'or du Gran Teatro de La Havane
- 1998 : médaille d'or du Círculo de Bellas Artes[12]
- 1999 : médaille Pablo Picasso de l'UNESCO
- 2007 : médaille d'or du mérite des beaux-arts par le ministère de l'Éducation, de la Culture et des Sports[13].